# クリプトグラム
クリプトグラム（欧字名:Cryptogram、2012年5月14日 - ）は、日本の競走馬、誘導馬。主な勝ち鞍に2016年の目黒記念。
馬名の由来は「暗号（神秘的なシンボル）。神秘的な活躍を期待して。母名より連想」。

## 戦績
2012年5月14日、ノーザンファームにて生産される。その後キャロットファームにて1口10万円、400口の総額4000万円として募集、栗東トレーニングセンターの藤原英昭厩舎に預けられる。
2歳の2014年、10月12日に京都競馬場の新馬戦（芝1800メートル）に岩田康誠を鞍上にデビューし2着に敗れ、11月の2戦目、未勝利戦で勝ち上がった。3歳、2015年の11月に500万下で勝利。4歳、2016年の3月に1000万下を勝利して1600万下に勝ち上がった。
4月10日、1600万下クラスの身ながらオープン競走の大阪 - ハンブルクカップに格上挑戦。単勝オッズ3.1倍の1番人気に支持され、マドリードカフェをクビ差退けて勝利。かつオープンクラスに昇級、通算4勝目を挙げた。続いて5月29日、重賞初挑戦となる目黒記念（GII）に単勝3番人気の支持を受けて出走。後方10番手から中団の外目を追走し、最後の直線半ばで先頭に立ち、1番人気のエリザベス女王杯を制したGI優勝馬マリアライトをクビ差先着して勝利、重賞初制覇を挙げた。しかし、レース後、左橈骨遠位端の骨折が判明し、6ヶ月以上の休養を強いられた。
5歳、2017年1月の日経新春杯（GII）に出走するための最終追い切りにて、ゴール板を通過後に脚を滑らせて転倒。馬体に故障はなかったものの打ち身の可能性があるために出走を回避。続いて3月の日経賞（GII）に戸崎圭太を鞍上に出走する予定となっていたが、熱発のために回避。
復帰戦は前走から1年後の5月28日、再び目黒記念に出走し4着。レース後、右前足の繋ぎ部分の浅屈腱炎と診断されて現役続行を断念。6月8日付で競走馬登録を抹消し引退。
引退後は東京競馬場にて乗馬となり、2018年、東京競馬場の誘導馬としてデビューし活躍。『ベビーフェイスの貴公子』、「つやつやなお肌で皆様を魅了します!特別なものは使ってないんですよ。」というキャッチコピーが付けられている。2024年8月24日、札幌競馬場のパドックで行われたホースショーで佐渡一毅を背に馬術演技を披露した。

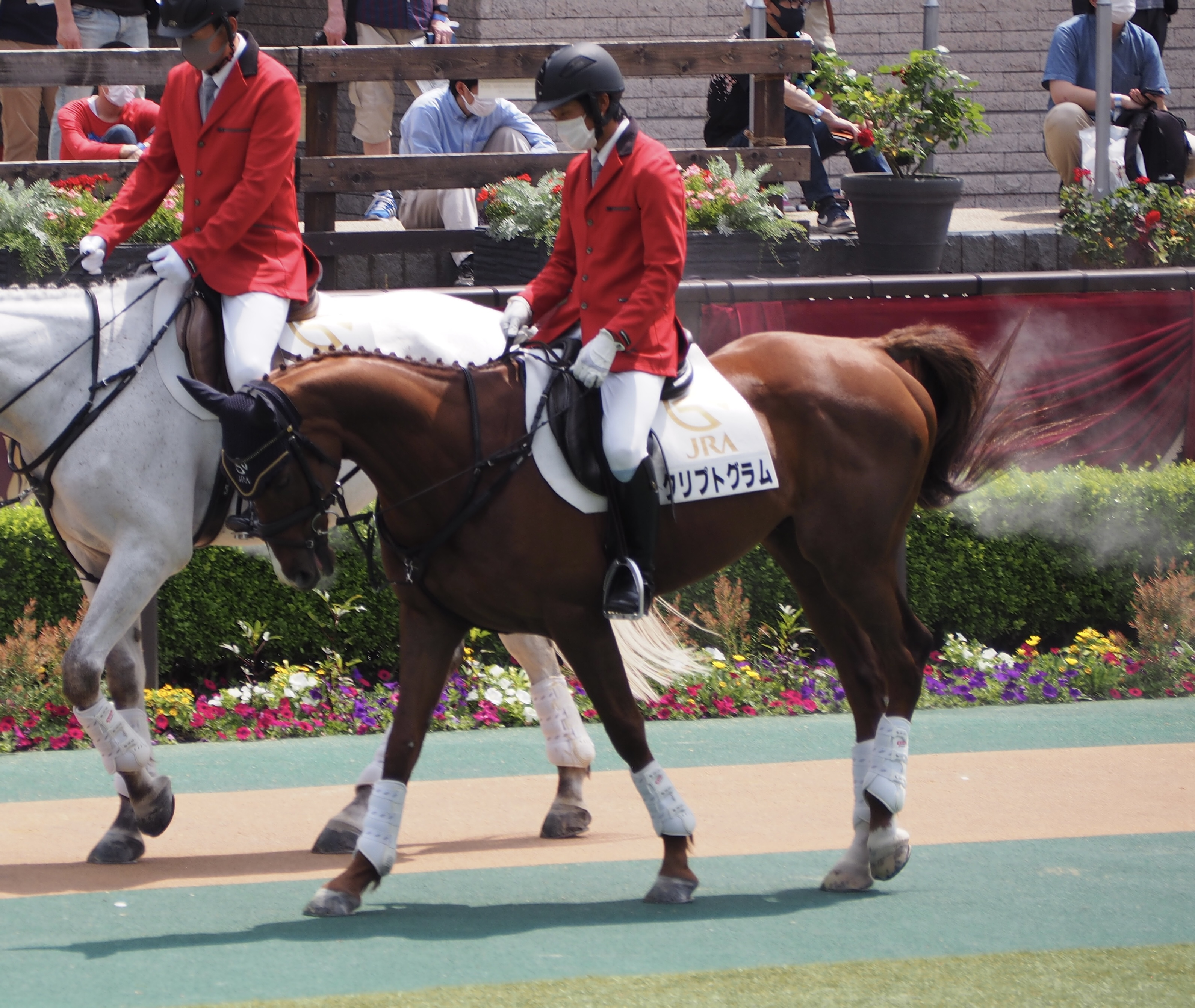
誘導馬としてのクリプトグラム

## 競走成績
以下の内容は、netkeiba.comの情報に基づく。
| 競走日     | 競馬場 | 競走名           | 格       | 距離（馬場）  | 頭 数 | 枠 番 | 馬 番 | オッズ （人気） | 着順 | タイム （上がり3F） | 着差 | 騎手      | 斤量 [kg] | 1着馬（2着馬）         | 馬体重 [kg] |
| ---------- | ------ | ---------------- | -------- | ------------- | ----- | ----- | ----- | --------------- | ---- | ------------------- | ---- | --------- | --------- | ---------------------- | ----------- |
| 2014.10.12 | 京都   | 2歳新馬          |          | 芝1800m（良） | 9     | 8     | 9     | 002.00（1人）   | 02着 | R1:48.6（35.0）     | -0.3 | 0岩田康誠 | 55        | マサハヤドリーム       | 456         |
| 0000.11.15 | 京都   | 2歳未勝利        |          | 芝1800m（良） | 16    | 7     | 13    | 003.00（2人）   | 01着 | R1:47.5（35.3）     | -0.0 | 0岩田康誠 | 55        | （ラウレアブルーム）   | 458         |
| 2015.02.21 | 京都   | つばき賞         | 500万下  | 芝1800m（良） | 7     | 5     | 5     | 007.10（4人）   | 06着 | R1:48.5（33.9）     | -0.5 | 0岩田康誠 | 56        | キロハナ               | 458         |
| 0000.03.14 | 阪神   | ゆきやなぎ賞     | 500万下  | 芝2400m（稍） | 8     | 2     | 2     | 007.40（4人）   | 02着 | R2:31.2（35.6）     | -0.1 | 0福永祐一 | 56        | アルバートドック       | 456         |
| 0000.11.22 | 東京   | 3歳上500万下     |          | 芝2300m（良） | 16    | 3     | 5     | 006.70（4人）   | 01着 | R2:20.2（34.5）     | -0.2 | 0内田博幸 | 55        | （マイネルカレッツァ） | 480         |
| 0000.12.26 | 阪神   | 江坂特別         | 1000万下 | 芝2400m（稍） | 15    | 5     | 9     | 003.60（2人）   | 07着 | R2:29.5（35.4）     | -0.9 | 0内田博幸 | 55        | アルター               | 472         |
| 2016.03.13 | 阪神   | 淡路特別         | 1000万下 | 芝2400m（良） | 11    | 1     | 1     | 005.20（3人）   | 01着 | R2:25.7（34.0）     | -0.2 | 0福永祐一 | 55        | （サラトガスピリット） | 476         |
| 0000.04.10 | 阪神   | 大阪-ハンブルクC | OP       | 芝2400m（良） | 16    | 5     | 10    | 003.10（1人）   | 01着 | R2:25.4（33.7）     | -0.0 | 0戸崎圭太 | 52        | （マドリードカフェ）   | 476         |
| 0000.05.29 | 東京   | 目黒記念         | GII      | 芝2500m（良） | 18    | 7     | 15    | 006.30（3人）   | 01着 | R2:30.6（34.2）     | -0.0 | 0福永祐一 | 54        | （マリアライト）       | 476         |
| 2017.05.28 | 東京   | 目黒記念         | GII      | 芝2500m（良） | 18    | 8     | 18    | 013.40（6人）   | 04着 | R2:31.5（35.0）     | -0.6 | 0福永祐一 | 56        | フェイムゲーム         | 480         |

## 血統表
| クリプトグラムの血統            | クリプトグラムの血統                                 | クリプトグラムの血統     | （血統表の出典）         | （血統表の出典）  |
| 父系                            | ミスタープロスペクター系                             | ミスタープロスペクター系 | ミスタープロスペクター系 | [ § 2 ]           |
| 父 キングカメハメハ 2001 鹿毛   | 父の父Kingmambo 1990 鹿毛                            | Mr. Prospector           | Raise a Native           | Raise a Native    |
| 父 キングカメハメハ 2001 鹿毛   | 父の父Kingmambo 1990 鹿毛                            | Mr. Prospector           | Gold Digger              |                   |
| 父 キングカメハメハ 2001 鹿毛   | 父の父Kingmambo 1990 鹿毛                            | Miesque                  | Nureyev                  | Nureyev           |
| 父 キングカメハメハ 2001 鹿毛   | 父の父Kingmambo 1990 鹿毛                            | Miesque                  | Pasadoble                |                   |
| 父 キングカメハメハ 2001 鹿毛   | 父の母*マンファス Manfath 1991 黒鹿毛                | *ラストタイクーン        | *トライマイベスト        | *トライマイベスト |
| 父 キングカメハメハ 2001 鹿毛   | 父の母*マンファス Manfath 1991 黒鹿毛                | *ラストタイクーン        | Mill Princess            |                   |
| 父 キングカメハメハ 2001 鹿毛   | 父の母*マンファス Manfath 1991 黒鹿毛                | Pilot Bird               | Blakeney                 | Blakeney          |
| 父 キングカメハメハ 2001 鹿毛   | 父の母*マンファス Manfath 1991 黒鹿毛                | Pilot Bird               | The Dancer               |                   |
| 母 チアズメッセージ 2000 栃栗毛 | 母の父*サンデーサイレンス Sunday Silence 1986 青鹿毛 | Halo                     | Hail to Reason           | Hail to Reason    |
| 母 チアズメッセージ 2000 栃栗毛 | 母の父*サンデーサイレンス Sunday Silence 1986 青鹿毛 | Halo                     | Cosmah                   |                   |
| 母 チアズメッセージ 2000 栃栗毛 | 母の父*サンデーサイレンス Sunday Silence 1986 青鹿毛 | Wishing Well             | Understanding            | Understanding     |
| 母 チアズメッセージ 2000 栃栗毛 | 母の父*サンデーサイレンス Sunday Silence 1986 青鹿毛 | Wishing Well             | Mountain Flower          |                   |
| 母 チアズメッセージ 2000 栃栗毛 | 母の母チアズダンサー 1993 鹿毛                       | アンバーシャダイ         | ノーザンテースト         | ノーザンテースト  |
| 母 チアズメッセージ 2000 栃栗毛 | 母の母チアズダンサー 1993 鹿毛                       | アンバーシャダイ         | *クリアアンバー          |                   |
| 母 チアズメッセージ 2000 栃栗毛 | 母の母チアズダンサー 1993 鹿毛                       | シャトーフォモサ         | シャトーゲイ             | シャトーゲイ      |
| 母 チアズメッセージ 2000 栃栗毛 | 母の母チアズダンサー 1993 鹿毛                       | シャトーフォモサ         | ネロリ                   |                   |
| 母系(F-No.)                     | (FN:F13-c)                                           | (FN:F13-c)               | (FN:F13-c)               | [ § 3 ]           |
| 5代内の近親交配                 | Northern Dancer：5×5×5                               | Northern Dancer：5×5×5   | Northern Dancer：5×5×5   | [ § 4 ]           |
| 出典                            | 1. 2. 3. 4.                                          | 1. 2. 3. 4.              | 1. 2. 3. 4.              | 1. 2. 3. 4.       |

- 母チアズメッセージは2004年京都牝馬ステークス優勝馬。
- 伯父に京阪杯・七夕賞勝ち馬のチアズブライトリー がいる。